# Lista de gentílicos dos Estados Unidos
Esta é uma lista de gentílicos dos Estados Unidos.

## Estados
- Alabama – alabamiense
- Alasca – alasquiano, alasquense
- Arizona – arizonense
- Arkansas – arcansino
- Califórnia – californiano
- Carolina do Norte – norte-carolinense
- Carolina do Sul – sul-carolinense
- Colorado – coloradense
- Connecticut – coneticutês
- Dakota do Norte – norte-dacotano
- Dakota do Sul – sul-dacotano
- Delaware – delawariano
- Flórida – floridense
- Geórgia – georgiano
- Havaí – havaiano
- Idaho – idahoano
- Illinois – ilinoisano
- Indiana – indianense
- Iowa – iowano
- Kansas – cansense
- Kentucky – kentuckiano
- Luisiana – luisianês
- Maine – mainês
- Maryland – marilandês
- Massachusetts – massachusetano
- Michigan – michiguense
- Minnesota – minesotano
- Mississippi – mississipiano
- Missouri – missuriano
- Montana – montanês
- Nebraska – nebrascano
- Nevada – nevadense
- Nova Hampshire – neo-hampshirense
- Nova Iorque – nova-iorquino
- Nova Jérsia – neojersiano
- Novo México – neomexicano
- Ohio – ohioano
- Oklahoma – oklahomense
- Óregon – oregonês
- Pensilvânia – pensilvaniano
- Rhode Island – rodislandês
- Tennessee – tenessiano
- Texas – texano
- Utah – utahense
- Vermont – vermontês
- Virgínia – virginiano
- Virgínia Ocidental – oeste-virginiano
- Washington – washingtoniano
- Washington, D.C. – columbiano
- Wisconsin – wisconsiniano
- Wyoming – wyomingiano

## Territórios
- Guam – guamês
- Ilhas Marianas Setentrionais – norte-marianense
- Ilhas Virgens Americanas – virginiense
- Porto Rico – porto-riquenho, porto-riquense
- Samoa Americana – samoano